# اریک کنتر
اریک کنتر ‎/ˈkæntər/‎ (به انگلیسی: Eric Cantor) نمایندهٔ حوزه انتخابیه هفتم ویرجینیا از حزب جمهوری‌خواه ایالات متحده آمریکا در مجلس نمایندگان ایالات متحده آمریکا است که برای نخستین‌بار در ۳ ژانویه ۲۰۰۱ میلادی به‌عضویت این مجلس درآمد.